# Double Islands
Die Double Islands (sinngemäß aus dem Englischen übersetzt Doppelinseln) sind zwei kleine Felseninseln vor der Küste des ostantarktischen Adélielands. Sie liegen unmittelbar östlich der Spitze der Zélée-Gletscherzunge und 600 m nordnordwestlich der Triple Islands.
Luftaufnahmen entstanden bei der US-amerikanischen Operation Highjump (1946–1947). Teilnehmer einer von 1949 bis 1951 dauernden französischen Antarktisexpedition unter der Leitung von André-Franck Liotard (1905–1982) kartierten sie und benannten sie als Île Double (französisch für Doppelinsel). Diese Benennung wurde 1956 vom Advisory Committee on Antarctic Names angepasst.